# Ефремов, Сергей Александрович

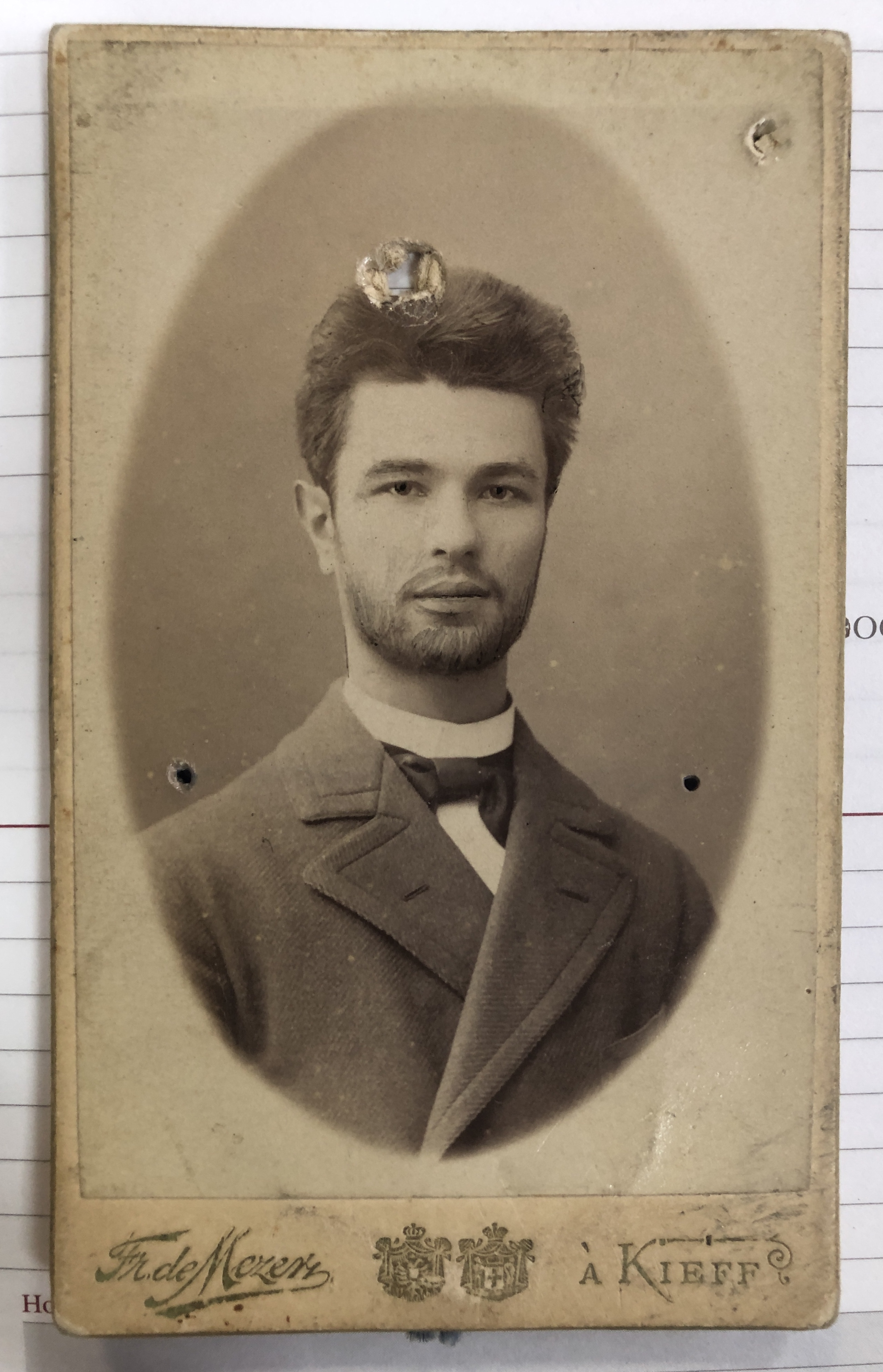
Фотография из личного дела студента Университета св Владимира — Сергея Ефремова

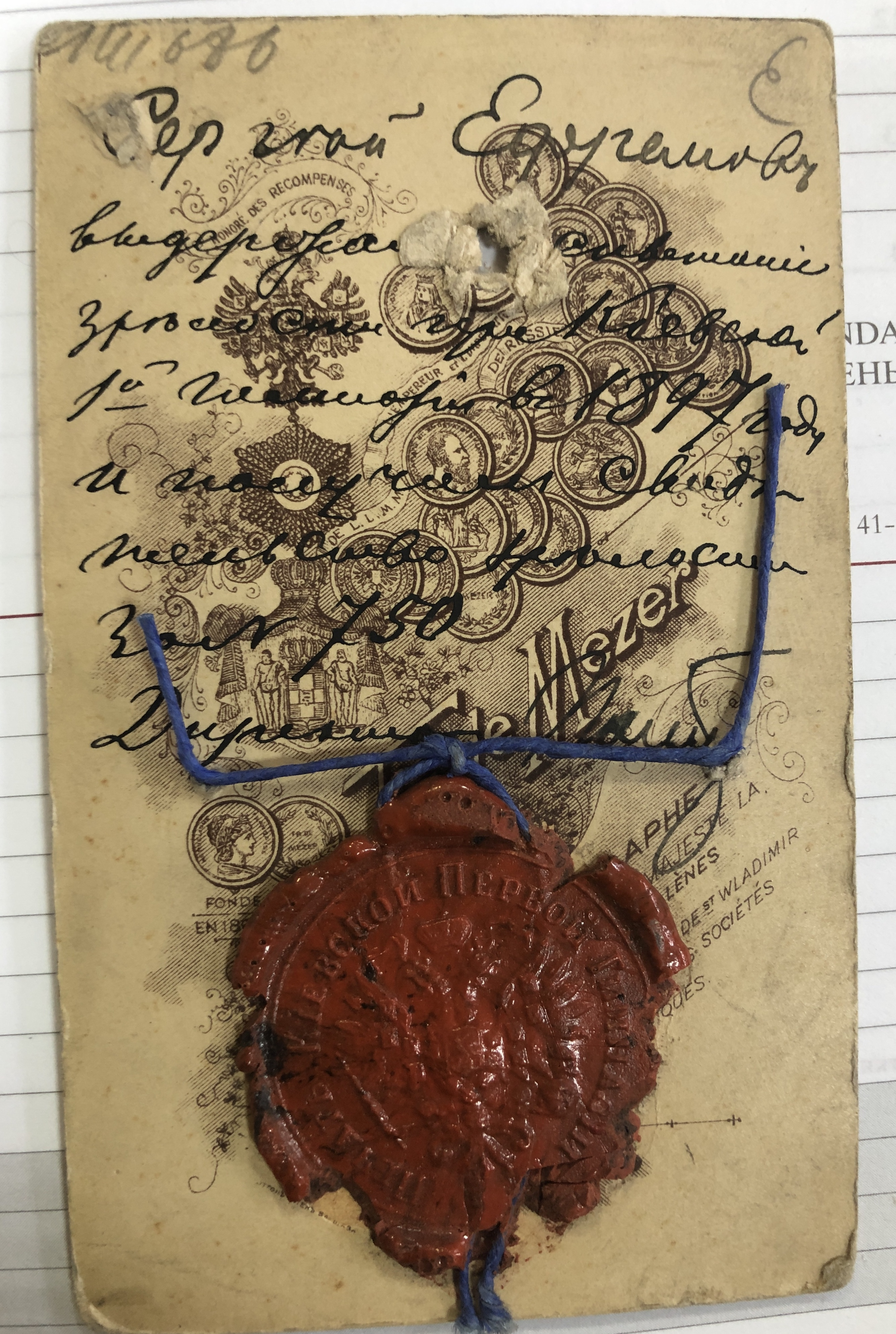
Оборот фотографии из личного дела студента Университета св Владимира — Сергея Ефремова

Сергей Александрович Ефремов (6 [18] октября 1876 — 10 марта 1939) — украинский, советский учёный, критик и литературовед, историк литературы, академик, публицист. Потомок старинного рода священников, до XIX века носивших фамилию Охрименко.

## Биография
Родился в селе Пальчик Звенигородского уезда Киевской губернии (сейчас Катеринопольский район Черкасской области, Украина) в семье священника. Учился в Уманском духовном училище. В 1891—1896 учился в Киевской духовной семинарии, которую не окончил из-за участия в украинском общественном движении. Впоследствии сдал экстерном выпускные экзамены в Первой киевской гимназии, и окончил юридический факультет Киевского университета св. Владимира.
Политическую деятельность начал в студенческие годы, став членом Всеукраинской беспартийной демократической организации. В конце 1904 вместе с Б. Гринченко, М. Левицким, Ф. Матушевским и др. создал Украинскую радикальную партию, которая в 1905 году по его инициативе объединилась с Украинской демократической партией, получив название Украинская демократическо-радикальная партия.
С 1905 года возглавил Крестьянский союз.
В 1905—1907 гг. был арестован и находился в заключении по обвинению в участии в Крестьянском союзе и украинских организациях.
В 1908 году стал одним из основателей и активным деятелем Общества украинских прогрессистов.
Сотрудничал со многими украинскими периодическими изданиями: «Заря», «Правда», «Записки НТШ», «Киевская старина», «Литературно-научный вестник», «Рада», «Нова Рада», «Украина», «Украинская жизнь» и другими. Печатал в них статьи публицистического и историко-литературного характера.
В 1905 г. напечатал первую в России статью на украинском языке в «Киевских Откликах» (№ 285). С 1906 г. сотрудничал, главным образом, с украинскими изданиями (в том числе под псевдонимом «Ромул»). Напечатал ряд статей, большей частью по украинскому вопросу, в киевских газетах и журналах «Русское Богатство» (1905 — 11), «Заветы» (1913), «Украинская Жизнь» (1912 — 13).
Сотрудничал с украинским книгоиздательством «Век» и редактировал большинство его изданий. В том числе, опубликовал книги: «Шевченко й украінське письменство» (Киев, 1907); «Марко Вовчек» (Киев, 1907); «Тарас Шевченко, життя його та діла» (Киев, 1908); «Еврейска справа на Украінi» (Киев, 1909); «З громадьского життя на Украінi» (СПб., 1909); «Серед спіливих людей» (Киев, 1911); «Новий документ до старих позвів» (Киев, 1912); «Борис Грінченко, життя його та діла» (СПб., 1913); «За рік 1912-й» (Киев, 1913).
Главный научный труд С. А. Ефремова — «Iсторія украінского письменства» (Киев, 1913).
В своих критических и историко-литературных трудах Ефремов стоял на точке зрения общественно-публицистической. В политических статьях, примыкая в общем к народничеству, отстаивал федеративный строй, в частности — идею украинской автономии.
Принимал участие в разработке концепции украинской государственности, украинской национальной культуры и образования.
Напечатал около 3 тысяч статей и рецензий. Издал ряд монографических очерков, посвященных творчеству Марка Вовчка, Тараса Шевченко, Ивана Франко, Михаила Коцюбинского, Ивана Нечуй-Левицкого, Ивана Карпенко-Карого, Панаса Мирного и др.
Был одним из 82-х известных литераторов и общественных деятелей (наряду с М. Грушевским, В. Вернадским, А. Куприным, З. Н. Гиппиус, Д. C. Мережковским, А. А. Блоком, Максимом Горьким, Ф. Сологубом, Л. Андреевым, Вячеславом Ивановым и др.), подписавших опубликованный в связи с «делом Бейлиса» (1911) протест «К русскому обществу (по поводу кровавого навета на евреев)», составленный Владимиром Короленко.
Ефремов осуждал политику российской военной администрации на западноукраинских землях, контроль над которыми был установлен в ходе наступления русских войск в Галиции во время Первой мировой войны. За публицистические выступления в защиту украинской национальной культуры и политических свобод в дореволюционный период неоднократно арестовывался российскими властями.
В марте 1917 вошел в состав Украинской Центральной Рады, а в апреле 1917 на Украинском Национальном Конгрессе избран заместителем председателя УЦР Михаила Сергеевича Грушевского (наряду с Владимиром Кирилловичем Винниченко) и членом Малого Совета. После создания 15 июня 1917 первого украинского правительства — Генерального Секретариата УЦР-УНР — занимал в нём должность генерального секретаря межнациональных дел.
С сентября 1917 возглавлял Украинскую партию социалистов-федералистов.
С апреля 1918 до мая 1920 официальных должностей не занимал.
После установления советской власти на Украине был вынужден перейти на нелегальное положение и скрываться.
Осенью 1919 по просьбе Украинской академии наук Ефремов был амнистирован.
Лишённый возможности заниматься активной политической деятельностью, Ефремов проводил большую научную и научно-организационную работу. Будучи вице-президентом (1922-28) и председателем Управы (1924-28) УАН, возглавлял ряд научных обществ и комиссий — Комиссию по изданию памятников новейшей литературы Украины, Комиссию по составлению биографического словаря деятелей Украины, Историко-литературное общество при УАН и другие.
В октябре 1921 участвовал в Первом Всеукраинском Церковном Соборе, который подтвердил автокефалию Украинской автокефальной православной церкви.
Оставаясь непримиримым противником большевистского режима, Ефремов, по мнению некоторых исследователей, в 1920—1928 создал и возглавил деятельность тайных оппозиционных организаций «Братство украинской государственности» и «Союз освобождения Украины» (СВУ), которые последовательно отстаивали идею украинской государственности. Однако открытые с распадом СССР архивные данные показали, что эти организации были придуманы ГПУ для легитимизации репрессий против украинской интеллигенции.
В июле 1929 Ефремова арестовали и обвинили в организации и руководстве СВУ. В апреле 1930 был приговорён к 10-летнему заключению со строгой изоляцией. Умер 31 марта 1939 года в тюрьме г. Ярославля за три месяца до окончания срока заключения.

## Литературная деятельность
Ефремов был одним из выдающихся представителей неонародничества в украинской литературе. Он считал, что одной из основных идей в истории украинской литературы всегда была «освободительно-национальная идея».
Ефремов — автор монографических очерков о выдающихся украинских писателях:
- «Марко Вовчок» (1907),
- «Тарас Шевченко» (1914),
- «Певец борьбы и контрастов» (1913) (в издании 1926 — «Иван Франко»),
- «Михаил Коцюбинский» (1922),
- «Иван Нечуй-Левицкий», «Иван Карпенко-Карый» (1924),
- «Панас Мирный» (1928) и др..

Одной из важнейших работ Ефремова стало издание «Дневника» и «Переписки» Т. Шевченко (1927—1928). Историко-литературные взгляды Ефремова в полном объёме представлены в его фундаментальном двухтомном труде «История украинской литературы» (1911).